# Anna Korakaki
Anna Korakaki (n. 8 aprilie 1996, Drama, Macedonia și Tracia⁠(d), Grecia) este o trăgătoare de tir ce a reprezentat Grecia, medaliată olimpică. A participat la 2 ediții ale Jocurilor Olimpice (2016, 2020) în care a câștigat o medalie de aur și două medalii de bronz.